# تشوتشيل (لعبة فيديو)
تشوتشيل هي لعبة فيديو مغامرات تأشير ونقر صدرتها ونشرتها أمانيتا ديزاين في 7 مارس 2018 على ويندوز، ماك، آي أو إس وأندرويد.